# The Exorcism of God
Pour plus de détails, voir Fiche technique et Distribution.
The Exorcism of God est un film mexicano-américano-vénézuélien réalisé par Alejandro Hidalgo (es), sorti en 2021.

## Synopsis
L'exorciste américain, Peter Williams, est possédé par un démon qu'il essayait d'expulser d'une jeune femme et par lequel il est contraint, contre sa volonté, de commettre le plus terrible sacrilège. Dix-huit ans plus tard, essayant de garder sa culpabilité enfouie sous les travaux de charité en faveur des pauvres dans une petite ville du Mexique, il découvre que le démon est revenu…

## Fiche technique
Sauf indication contraire, les informations mentionnées dans cette section peuvent être confirmées par la base de données cinématographiques IMDb,  présente dans la section « Liens externes ».
- Titre original et français : The Exorcism of God
- Titre mexicain et vénézuélien : El exorcismo de Dios
- Réalisation : Alejandro Hidalgo (es)
- Scénario : Santiago Fernandez Calvete et Alejandro Hidalgo
- Musique : Elik Alvarez et Yoncarlos Medina
- Décors : Alfonso De Lope et Enrique Echeverría
- Costumes : Atzin Hernández
- Photographie : Gerard Uzcategui
- Montage : Dester Linares et Rodrigo Ríos
- Production : Antonio Abdo, Alejandro Hidalgo, Karim Kabche et Joel Seidl
- Production déléguée : Adrián Geyer, Alvaro Gonzalez Kuhn et Adriana Ortega
- Sociétés de production : Kabche Film Production, Epica Pictures, In The Works Productions et Terminal
- Société de distribution : Saban Films (États-Unis)
- Budget : 1,3 million de dollars[1]
- Pays de production :  Venezuela,  États-Unis,  Mexique
- Langues originales : anglais, espagnol
- Format : couleur — 2,39:1
- Genre : horreur
- Durée : 98 minutes
- Dates de sortie :
  - États-Unis : 27 septembre 2021 (Fantastic Fest) ; 11 mars 2022 (sortie nationale)
  - Mexique : 17 février 2022
  - France : 7 septembre 2022 (VOD / DVD)
- Classification :
  - États-Unis : R (interdit aux moins de 17 ans non accompagnées d'un adulte)
  - France : Interdit aux moins de 12 ans lors de sa diffusion télévisée.

## Distribution
- Will Beinbrink : Père Peter Williams
- María Gabriela de Faría : Esperanza
- Irán Castillo : Magali
- Joseph Marcell : Père Michael Lewis
- Evelia Di Gennaro : Sœur Camila
- Hector Kotsifakis : Dr Nelson
- Juan Ignacio Aranda : Évêque Balducci
- Raquel Rojas : Détenue Silvia
- Alfredo Herrera : Jésus possédé
- Eloísa Mataren : Vierge possédée
- Christian Rummel : Balban / Jésus possédé (voix)

## Production
En juillet 2019, Will Beinbrink, María Gabriela de Faría, Joseph Marcell et Eric Roberts sont choisis pour ce film d'horreur.

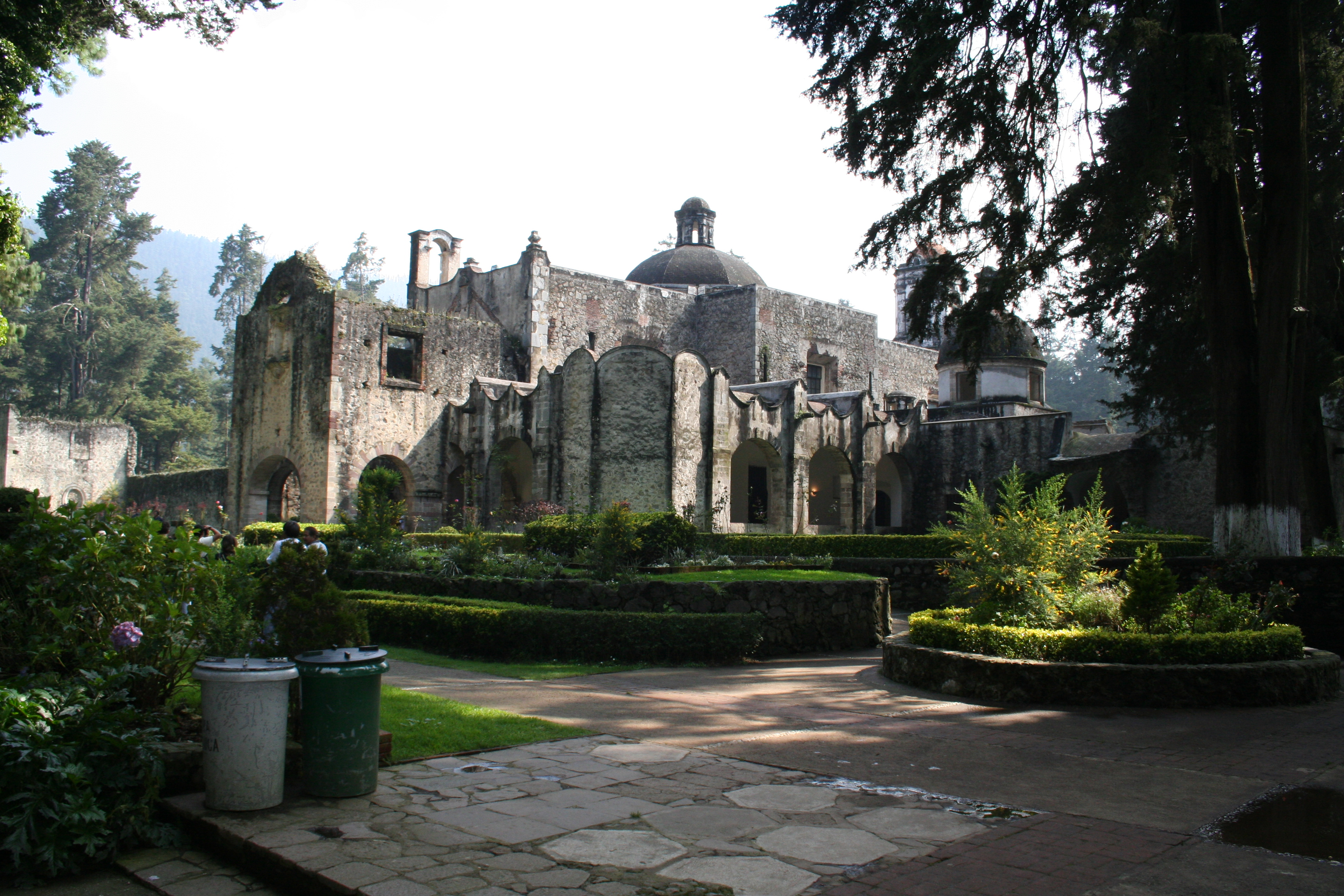
L'ancien couvent des Carmélites du parc national Desierto de los Leones.

Le tournage a lieu, en 2021, au Mexique — précisément à Tepoztlán (Morelos) et la capitale Mexico, dont le quartier de Miguel Hidalgo et le parc national Desierto de los Leones,.
La musique du film est composée par Elik Álvarez et Yoncarlos Medina.